# مجید مددی
مجید مددی (زاده ۱۳۱۴ – درگذشته ۱۵ مرداد ۱۳۹۷) پژوهشگر فلسفه، فلسفه سیاسی، منتقد ادبی و مترجم ایرانی بود.

## زندگی
مجید مددی در سال ۱۳۱۴ در تهران محله سنگلج به دنیا آمد.

## کنش سیاسی
در نوجوانی وارد کُنِش‌های سیاسی شد و به احزاب چپ (حزب توده ایران) گرایش پیدا کرد. او مانند شماری از جوانان هم دوره خود، هیجان کنش سیاسی داشت و برای دوستانش داستان‌های جالبی از چگونگی کنش در حمایت از حزب توده و بازداشت به‌خاطر شرکت در تظاهرات می گفت. با اینهمه، بعدها او حزب توده را به خاطر رویکرد عملی و نظری آن مورد انتقاد قرار داد و به خصوص به خاطر حمایت از حرکتی "آناکرونیستی" در روند تحولات سیاسی ایران محکوم دانست (نامه به محمد قوچانی). این نتیجه‌گیری با نگرشی تخصصی به آثار مارکس و انگلز (روند تکامل تاریخی جوامع ما قبل سرمایه داری، عبور از سرمایه داری تا تحقق کمونیسم) و حتی توصیه‌های عملیاتی لنین (اتحاد کمونیست‌ها با نیروهای دموکراتیک و پیشرو بورژوا علیه منافع فئودالی و ماقبل سرمایه‌داری و سپس در دست گرفتن رهبری این حرکت) انطباق بیشتری دارد.

## تحصیل
مجید مددی در دهه ۱۳۴۰ (خورشیدی) برای تحصیل به بریتانیا رفت. به گفته خود، در هنگام ورود به بریتانیا دانش کمی از زبان انگلیسی داشت. هنگامی که برای نخستین بار در لندن خواست با متروی لندن به ایستگاه راه‌آهن و از آنجا به منچستر برود ساعت‌ها در مترو سرگردان ماند. چون با نقشه‌خوانی مترو آشنا نبود و زبان انگلیسی هم نمی‌دانست که از کسی کمک بخواهد.
او با اینکه در سن نوجوانی نبود، تحصیلات خود را از دبیرستان آغاز کرد. مجید مددی تحصیل دانشگاهی خود را در اوایل دهه ۱۹۷۰ (میلادی) در کارشناسی رشته «علوم سیاسی» در دانشگاه منچستر آغاز کرد و به دنبال آن در  رشته فلسفه سیاسی دکترا گرفت. تمرکز تحصیل و پژوهش او بررسی اندیشه‌های فیلسوفان چپ‌گرا به ویژه کارل مارکس بود.
مجید مددی در هنگام تحصیل در بریتانیا با کمک فکری، از دیگر دانشجویان ایرانی حمایت می‌کرد.

## بازگشت به ایران
مجید مددی در اواخر دهه ۱۹۷۰ (میلادی) به ایران بازگشت و مدتی در شرکت پالایش نفت لاوان کار کرد. با آغاز حرکت‌های منجر به انقلاب ۱۳۵۷ ایران او هم مانند دیگران هم‌فکرهایش به هواداری از احزاب چپ در انقلاب شرکت کرد. پس از پیروزی انقلاب، مدتی در موسسات فرهنگی مشغول به کار شد، مدتی در دانشگاه‌ها تدریس کرد و سرانجام پس از بازنشستگی، همه وقت خود را صرف ترجمه نوشته‌های علوم اجتماعی و ادبیات کرد.

## برگردان و نوشته
برخی از نوشته‌های ترجمه شده به دست مجید مددی، نوشته‌های اساسی و در عین حال دشوار در زمینه‌های فلسفه، فلسفه سیاسی و افکار و اندیشه چپ است. او با مهارت و دقتی بالا به این نوشته‌ها را به فارسی برگرداند. با وجود اینکه مجید مددی، اندیشه و گرایش چپ داشت اما در نوشته‌های خود هرگز تعصب نمی‌ورزید و گرایش او مبنایی علمی، عقلی و اساسی داشت.
برای نمونه‌ای از "هرگز تعصب نورزیدنِ" مددی وَ ترجمه و نقد و گزارش‌های او "با مبنایی علمی، عقلی و اساسی"، در بررسیِ منتقدانه‌ای بر  گزارش و شرحِ انتقادیِ مددی در باره‌ی اندیشه و فلسفه‌ی مارتین هایدگر این گونه آمده است: ((…با تمام این اوصاف، مددی در پیشگفتار خود بر ترجمه کتاب «مارتین هایدگر» اثر پل استراترن، به زعم خود به نقد هایدگر و البته سیداحمد فردید پرداخته است. مددی در این نقد از جاده نقد عالمانه خارج شده و با وجودی که به هیچ عنوان آرای فلسفی هایدگر را نقد نمی‌کند و از آرای این فیلسوف اثرگذار با صفت‌هایی چون «لاطائلات» و «چرندیات» نام می‌برد و ایرانیانی را که به شرح آثار هایدگر پرداخته‌اند، تقبیح می‌کند.»)) … ((عمده نقد مددی بر هایدگر، نقد تعامل او با مسئله نازیسم است و این مترجم به هیچ عنوان، هیچ کدام از وجوه دستگاه فلسفی هایدگر را نقد نمی‌کند. یعنی در مقدمه مترجم بر این کتاب، مخاطب به‌ هیچ عنوان با نقد هستی‌شناسی هایدگری، یا نقدِ نقد هایدگر بر متافیزیک غربی  یا نقد دیگر وجوه فلسفه هایدگر روبه‌رو نیست. با این وجود مترجم در صفحه ۴۶ کتاب،  عنوان توهین‌آمیز «ترهات ابلهانه» را برای فلسفه هایدگر به کار می‌برد.)) … ((مددی که تنها نقدهای منتقدان (و آن‌هم اشکالات بر رفتار سیاسی) بر هایدگر را آورده، بی هیچ اشاره‌ای به بزرگانی که تمجیدهای بسیار از فلسفه هایدگر کرده‌اند، در صفحه ۴۶ می‌نویسد: «حال باید دید چرا کسی را که تا این حد در غرب که از آن‌جا برخاسته، به تمسخر گرفته‌اند، در این‌جا [یعنی ایران] مورد ستایش قرار می‌دهند؟... این ترهات ابلهانه [منظور فلسفه هایدگر است] را باید به تیغ نقد و نفی کشید و در زباله‌دان فرو افکند.»)) … ((مددی این شیوه بیان خود را در نقد «سیداحمد فردید» ــ نخستین کسی که در ایران به فلسفه هایدگر اشاره کرد ــ و یکی از شاگردانش به نام سید موسی دیباج نیز به‌کار می‌برد. مددی با توهین به هایدگر و بدون آن‌ که به نقد دستگاه فلسفی او بپردازد، کسانی را نیز که در ایران به تدریس و شرح آرا و افکار هایدگر مشغول‌اند، مورد تمسخر قرار داده و آن‌ها را به نخواندن فلسفه متهم می‌کند. به عنوان مثال او در صفحه ۳۹ کتاب می‌نویسد که «آیا مترجمان فلسفی خود اصولا چیزی به نام فلسفه را خوانده‌اند؟». مددی همچنین در کل پیشگفتار خود در مقابل تركيب «اهالی فلسفه» در ایران علامت تعجب (!) می‌گذارد.)) این پاره‌هایی از نقدِ محمد آسیابانی است بر ترجمه‌ی ممددی از کتاب "مارتین هایدگر" نوشته‌ی "پل استراترن"، نشر مهرویستا، که در "ایبنا؛ خبرگزاری کتاب ایران" آمده است.
مجید مددی در زمینه‌های نوگرایی و پسامدرنیسم، نقد ادبی و نقد رمان نیز نوشته‌های دارد.

## درگذشت
وی در ۱۵ مرداد ۱۳۹۷ در سن ۸۳ سالگی درگذشت.

## نوشته‌ها

### برگردان‌ها
- فلسفه هنر از دیدگاه مارکس: با جستارهایی دربارهٔ تأثیر ایدئولوژی بر هنر، میخائیل لیف شیتز، تهران، نشر آگه[۱]
- جهان حقیقی دموکراسی، تهران: نشر البرز، ۱۳۶۹
- اخلاق و پیشرفت: ارزش‌های نوین در جهان انقلابی، هوارد سلزام، تهران، نشر ثالث، ۱۳۸۷
- از خودبیگانگی انسان مدرن، فریتس پاپنهایم، تهران، نشر آگه، ۱۳۸۷[۱]
- مارکسیسم و اخلاق، یوجین کامنکا، تهران، نشر آگه، ۱۳۸۷[۱]
- سه چهرهٔ دموکراسی، کرافوردرو مک‌فرسون، تهران، نشر دیگر، ۱۳۸۳
- «عقل بچه‌ها» (نمایشنامه‌هایی از لئو تولستوی)
- مقصر کیست؟، آلکساندر هرتسن[۵]

### دیگر نوشته‌ها
- مبانی نظری مدرنیسم (مجموعه مقالات)، گروه مؤلفان، تهران: وزارت فرهنگ و ارشاد اسلامی، سازمان چاپ و انتشارات
- نقد ادبی نو (مجموعه مقالات)، گروه مؤلفان، تهران: وزارت فرهنگ و ارشاد اسلامی، سازمان چاپ و انتشارات
- دربارهٔ رمان (مجموعه مقالات)، گروه مؤلفان، تهران: وزارت فرهنگ و ارشاد اسلامی، سازمان چاپ و انتشارات
- مسائل مدرنیسم و مبانی پست مدرنیسم (مجموعه مقالات)، گروه مؤلفان، تهران: وزارت فرهنگ و ارشاد اسلامی، سازمان چاپ و انتشارات
- مسائل نظری فرهنگ (مجموعه مقالات)، گروه مؤلفان، تهران: وزارت فرهنگ و ارشاد اسلامی، سازمان چاپ و انتشارات
- گزیده‌ای از آثار شاعران جهان، مجید مددی، تهران: کتاب‌سرای آروین، ۱۳۸۴[۵]
- «گفتمان قدرت»